# Damon Runyon
Alfred Damon Runyon, född 4 oktober 1884 i Manhattan i Kansas, död 10 december 1946 i New York i New York, var amerikansk tidningsman och författare. Runyon växte upp i Colorado och var senare verksam i New York.
Tjugo filmatiseringar är baserade på verk av Damon Runyon, bland annat filmerna Lady för en dag (1933) och Pysar och sländor (1955).